# Friedberger Ach
Friedberger Ach er en lille flod i Bayern i Tyskland, og en af Donaus bifloder fra højre. Den har sit udspring i landsbyen Untermühlhausen, nordøst for Landsberg am Lech. Det meste af dens strækning løber den parallelt med floden Lech, med en afstand på kun nogle få kilometer. Langs Friedberger Ach ligger blandt andet byerne  Weil, Prittriching, Mering, Friedberg, Rehling, Thierhaupten og Rain. Efter Rain løber Friedberger Ach mod øst, parallelt med Donau, før de løber sammen nær Oberhausen.  
48°05′10″N 10°54′19″Ø / 48.0861°N 10.9053°Ø